# Верхньотатишлинська сільська рада
Ве́рхньотатишли́нська сільська рада (рос. Верхнетатышлинский сельский совет) — муніципальне утворення у складі Татишлинського району Башкортостану, Росія. Адміністративний центр — село Верхні Татишли.

## Населення
Населення — 6849 осіб (2019, 6696 в 2010, 6412 в 2002).

## Склад
До складу поселення входять такі населені пункти:
| Населений пункт      | Населення, осіб (2002) | Населення, осіб (2010) |
| -------------------- | ---------------------- | ---------------------- |
| Верхні Татишли, село | 6329                   | 6645                   |
| Нікольськ, присілок  | 39                     | 25                     |
| Уядибаш, присілок    | 44                     | 26                     |